# Marsz–6
A Marsz–6 a szovjet Marsz-program második generációjának Mars űrszondája. Az M–73P típusú űrszondát az NPO Lavocskin vállalat fejlesztette ki és építette meg.

## Küldetés
1973. augusztus 5-én egy Proton SL-12/D-1 rakéta segítségével állították Föld körüli pályára, majd egy gyorsítófokozattal irányították a Mars felé vezető pályára. Útközben automatikus pályakorrekciót hajtott végre. A szállító- és szondaegység összsúlya 3260 kilogramm volt. 218 napos repülés után 1974. március 12-én ért a Mars  közelébe. Automatikus tájékozódás után, a leszállást elősegítő helyzetbe állt, majd a Marstól 50 000 kilométer távolságban beindította a leszállóegységet. A szállítóegység 1600 kilométer távolságban elrepült a Mars mellett és keringési pályára állt.
A leszállóegység a bolygóhoz érve 5,7 km/s sebességgel belépett az atmoszférába, ahol a súrlódás miatt 1000 Celsius-fokra hevült fel a hővédőpajzs, ez jelentősen lefékezte a szondát. Az ejtőernyő kinyílásával 148 másodperces leszállási szakasz következett, 600 m/s sebességgel. A felszín közelében 60-70 m/s volt a leereszkedés sebessége, 10-20 méterre a felszíntől bekapcsolódtak a fékezőrakéták. Leereszkedés közben a műszerek folyamatos méréseket végeztek, amit 224 másodpercen keresztül továbbítottak az orbitális pályán mozgó Marsz–5 szondának, amely önálló méréseken túl közvetítőállomásként szolgált a hírközlésben. Ez volt az első adathalmaz a Mars légkörének összetételéről. A leszálló tömeg 635 kilogramm volt. A felszínre érés után a kapcsolat megszakadt.

## Jellemzői
Az M–73-as sorozat M–73P változatához tartozó szonda feladata, méretei, műszerezettsége megegyezett ikertestvérével, a Marsz–7 űrszondával. Repülés közben mérte a kozmikus gamma-sugárzást, a napszelet, az interplanetáris mágneses teret és a meteoráramok jelenlétét. A leszállóegység műszerezettsége megegyezett a Marsz–3 szondáéval.